# Мательян, Анибаль
Анибаль Самуэль Мательян (исп. Aníbal Samuel Matellán; родился 8 мая 1977 года в Хенераль-Вильегас Буэнос-Айрес, Аргентина) — аргентинский футболист, защитник, известный по выступлениям за клубы «Бока Хуниорс» и «Арсенал» Саранди. Обладатель Кубка Либертадорес и трёхкратный чемпион Аргентины в составе «Бока Хуниорс».

## Карьера
Анибаль — воспитанник небольшой команды из своего родного города. 1996 году он перешёл в «Бока Хуниорс». 6 декабря 1996 года в возрасте 19 лет в матче против «Платенсе» Анибаль дебютировал в аргентинской Примере. За следующие пять лет проведённые в составе «Боки» Мательян трижды выиграл чемпионат, два раза Кубок Либертадорес и стал победителем в Межконтинентальном кубке.
Летом 2001 года он покинул Аргентину и подписал контракт с немецким «Шальке-04». Сумма трансфера составила 4,8 млн евро. 22 сентября в матче против «Фрайбурга» Мательян дебютировал в Бундеслиге. В своем первом сезоне он помог команде добиться победы в Кубке Германии, а также принял участие в Лиге Чемпионов. В 2003 году «кобальтовые» выиграли Кубок Интертото. 25 октября в поединке против «Гамбурга» Анибаль забил гол и помог своей команде добиться ничьей.
В 2004 году Мательян вернулся в «Бока Хуниорс» на правах свободного агента. Из-за травмы он принял участие всего в 15 матчах, но помог клубу выиграть Южноамериканский кубок. В общей сложности за команду Анибаль провел 136 мятчей и забил 3 гола. После ухода из «Боки» в 2005 году он на протяжении двух сезонов защищал цвета испанских «Хетафе» и «Химанстика». В 2007 году Мательян вернулся в Аргентину, где подписал соглашение с «Арсеналом». В новой команде Анибаль быстро завоевал место в основном составе и на протяжении трёх сезонов был одним из лидеров обороны. В 2007 году он во второй раз выиграл Южноамериканский кубок, забив гол в первом финальном матче против мексиканской «Америки».
Летом 2010 года Анибаль перешёл в мексиканский «Сан-Луис». 25 июля в матче против «Монтеррея» он дебютировал в мексиканской Примере. 21 августа в поединке против «Эстудиантес Текос» Мательян забил свой первый гол за новый клуб.
В 2012 году Анибаль в четвёртый раз в своей карьере вернулся на родину, где заключил контракт с клубом «Архентинос Хуниорс». 4 августа в матче против «Велес Сарсфилд» он дебютировал за новую команду. 20 мая 2013 года в поединке против Бельграно Мательян забил свой первый гол за Архентинос Хуниорс. По окончании сезона Анибаль завершил карьеру.

## Достижения
Командные
 «Бока Хуниорс»
- Чемпионат Аргентины по футболу — Апертура 1998
- Чемпионат Аргентины по футболу — Клаусура 1999
- Чемпионат Аргентины по футболу — Апертура 2000
- Обладатель Кубка Либертадорес — 2000
- Обладатель Кубка Либертадорес — 2001
- Обладатель Межконтинентального Кубка — 2000
- Обладатель Южноамериканского кубка — 2004

 «Шальке 04»
- Обладатель Кубка Германии — 2002

 «Арсенал Саранди»
- Обладатель Южноамериканского кубка — 2007